# Милорадович Петро Михайлович
Петро́ Миха́йлович Милора́дович (1857—1930) — актор, антрепренер і театральний діяч. Як актор виступав у київському театрі «Соловцов», у Державному драматичному театрі ім. Т. Шевченка. Українофіл, прихильник Молодого театру Леся Курбаса.

## Життєпис
Народився 1857 року.
На сцені — з 20 вересня 1887 року. Перших три зимових сезони служив у м. Гродно.
Два сезони працював в антрепризі Яковлєва, після чого перейшов до антрепризи М. Перлова (Прухникова).
Згодом працював у Білостоці, Мінську, Вільно.
Брав участь у поїздках по різних містах з антрепренерами Дальським і братами Адельгеймами.
Чотири роки гастролював з різними українськими трупами, відвідав майже всі гірничі заводи на Уралі, а також міста Перм, Єкатеринбург і Челябінськ.
Служив сезон в оперетці Антонової в Челябінську і в Ірбіті під час ярмарку.
Літнього сезону 1900 року працювавув Катеринославі в народному театрі.
1 серпня 1901 року вступив до трупи Київського театру «Соловцов» на ролі коміків і резонерів.
У 1917—1918 роках разом з Максом Максіним (у майбутньому — відомий німецький кінопродюсер Макс Пфайффер) очолював «Великий театр мініатюр Максіна-Милорадовича», що працював у приміщенні Театру Бергоньє.
1917 року в Театрі Бергоньє за підтримки Петра Михайловича відбулися виступи «Молодого театру Леся Курбаса».
1918 року в Одесі разом з Максом Максіним очолював театр «Мініатюр» у колишньому театрі «Колізей» — театрі Василя Вронського.
1918 року Петро Михайлович був уповноваженим дирекції Інтимного театру в Києві (Хрещатик, 43).
Згодом як актор виступав у Державному драматичному театрі ім. Т. Шевченка.

## Ролі

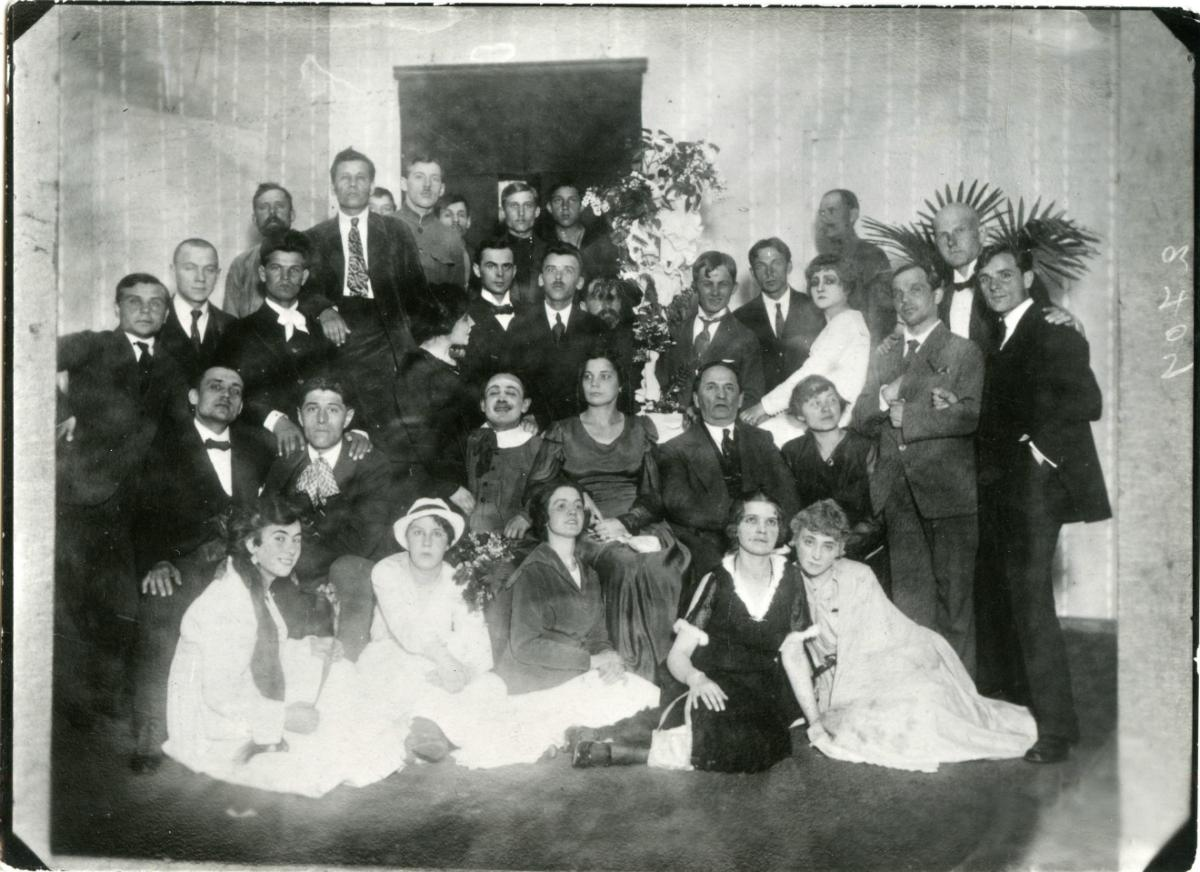
Молодий театр Леся Курбаса. 1918 рік. П. М. Милорадович сидить у другому ряду — другий справа

Театр «Соловцов»
- 1902 — «Рюї Блаз» Віктора Гюго

Театр Бергоньє (дирекція Новікова)
- 1906 — «Медові дні», фарс у 3 діях[7]

Перший театр УРСР ім. Т. Шевченка
- 1920 — Ксьондз («Гайдамаки» за Т. Шевченком, реж. Лесь Курбас)[8]
- 1920 — Суддя («Ревізор» за М. Гоголем, реж. О. Загаров)[9]
- 1921 — Блек («Чорна Пантера і Білий Медвідь» В. Винниченка, реж. В. Василько)[10]